# سایه‌های خورشید
سایه‌های خورشید یک آلبوم موسیقی، اثر آهنگساز و موسیقی‌دان ایرانی، احمد پژمان است. این اثر به عنوان بخشی از تجربه‌های احمد پژمان، با بیانی متفاوت و متمایز از سایر آثار او است. آلبوم موسیقی سایه‌های خورشید، ۲۰ سال پس از ساخت، در ۱۵ اسفند ۱۳۹۰ توسط نشر موسیقی هرمس منتشر شد.

## دست‌اندرکاران

### نوازندگان
- شروین مهاجر: کمانچه
- ارژنگ سیفی‌زاده: تار
- ذکریا یوسفی: پرکاشن
- ارسلان کامکار: عود
- محسن پوربخت: سنتور
- رضا فدایی: بالابان، للِوا
- درشن آنند: طبلا
- غزل بانکی: هم‌آوا
- احمد پژمان: جلوه‌های صوتی و رایانه
- به همراه ارکستر مُس‌فیلم روسیه

### سایر عوامل
- تهیه‌کننده: علی افشار، رامین صدیقی
- گرافیک: علی بوستان
- عکس جلد: رامین صدیقی
- ضبط: تالار اپرای شهر مسکو
- صدابردار: رضا فرهادی (استودیو کرگدن)، گنادی پاپی
- تدوین: رابرت استنت

## دربارهٔ اثر
احمد پژمان در یادداشت آلبوم موسیقی سایه‌های خورشید، چنین نوشته شده‌است: «یک روز صبح پس از تولد دخترم، بیدار شدم و یک ملودی ساده به ذهنم آمد که به باقی نوشته‌هایم شباهتی نداشت. تصمیم گرفتم تا آن را توسعه و به مجموعه‌ای تبدیل کنم که بیشتر زائیدهٔ ناخودآگاهم بود تا آهنگسازی به شیوه معمول. نتیجه آن، سایه‌های خورشید است که بیانگر لذت نهفته در زندگی، زیبایی و امید است.»
پژمان همچنین در مورد این اثر گفته‌است: «سایه‌های خورشید، آلبوم سبک و راحتی است که جنبهٔ آموزشی و علمی ندارد و هر گروه سنی می‌تواند به این نوع موسیقی گوش کند و با آن ارتباط بگیرد. همه می‌توانند بدون توجه به سبک آن به این آلبوم گوش دهند.»

## قطعات
| ردیف | نام قطعه       | زمان |
| ---- | -------------- | ---- |
| ۱    | سپیده‌دم        | ۴:۳۹ |
| ۲    | کرانه          | ۷:۱۷ |
| ۳    | رها            | ۴:۱۱ |
| ۴    | سایه‌های خورشید | ۵:۵۲ |
| ۵    | نگاره          | ۴:۳۷ |
| ۶    | شوریده         | ۹:۳۱ |
| ۷    | سفر            | ۵:۱۵ |
| ۸    | سرگردان        | ۳:۱۷ |